# Джордан Нолан
Джордан Нолан (англ. Jordan Nolan; 23 червня 1989, м. Сент-Катарінс, Канада) — канадський хокеїст, центральний нападник.
Виступав за «Ері Оттерс» (ОХЛ), «Вінздор Спітфайєрс» (ОХЛ), «Су-Сент-Марі Грейхаундс» (ОХЛ), «Манчестер Монархс» (АХЛ), Лос-Анджелес Кінгс, Баффало Сейбрс, «Сан-Антоніо Ремпедж», Сент-Луїс Блюз, «Віклс-Беррі/Скрентон Пінгвінс».
В чемпіонатах НХЛ — 375 матчів (24+28), у турнірах Кубка Стенлі — 30 матчів (1+1).
Досягнення
- Володар Кубка Стенлі (2012, 2014)

Родина
Батько Тед та брат Брендон теж колишні хокеїсти.